# أريغارون كندي
عصا كندا أو أريغارون كندي أو الكونيزة الكندية أو حشيشة الجبل أو شيخ الربيع أو نشاش الذبان (الاسم العلمي:Erigeron canadensis) هو نوع من النباتات يتبع جنس الأريغارون من الفصيلة النجمية.

## وصف النبتة
هي عشبة سنوية ذات جذع اخضر قائم. ومكان تواجدها على الضفاف الجافة وفي ارض البور وتكثر في الولايات المتحدة في حقول النعناع. وتزهر في فصل الصيف.

## فوائدها الطبية
نافع لأمراض الجهاز التنفسي، ولكن لمرارة طعمه لا يستعمل كثيرا. وعصيرها منشط نافع لأمراض الجهاز التنفسي، مع انه كريم الطعم. ويمكن تحلية المستخلص أو النقوع واستعماله بنجاح في حالات داء السل.

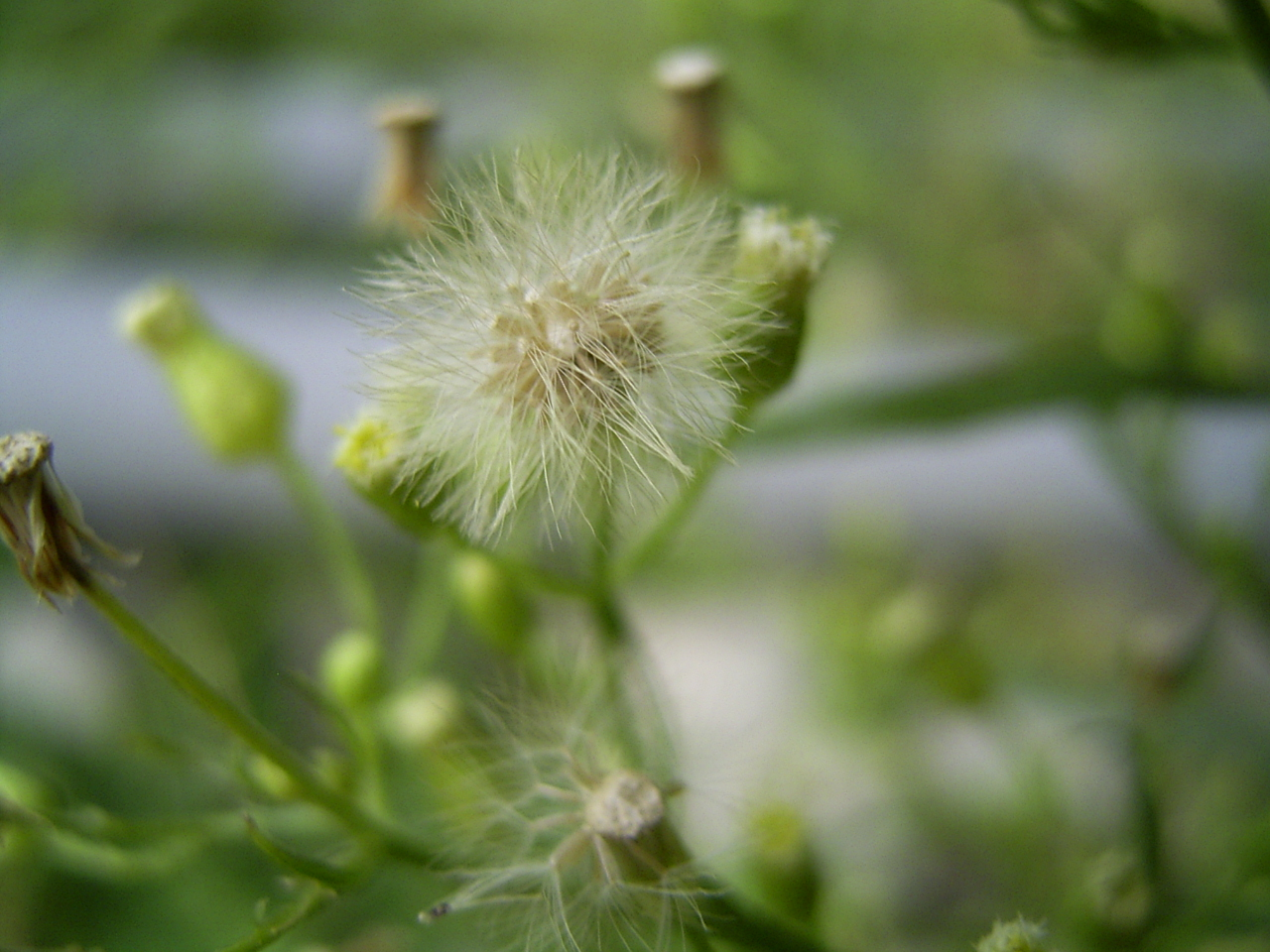
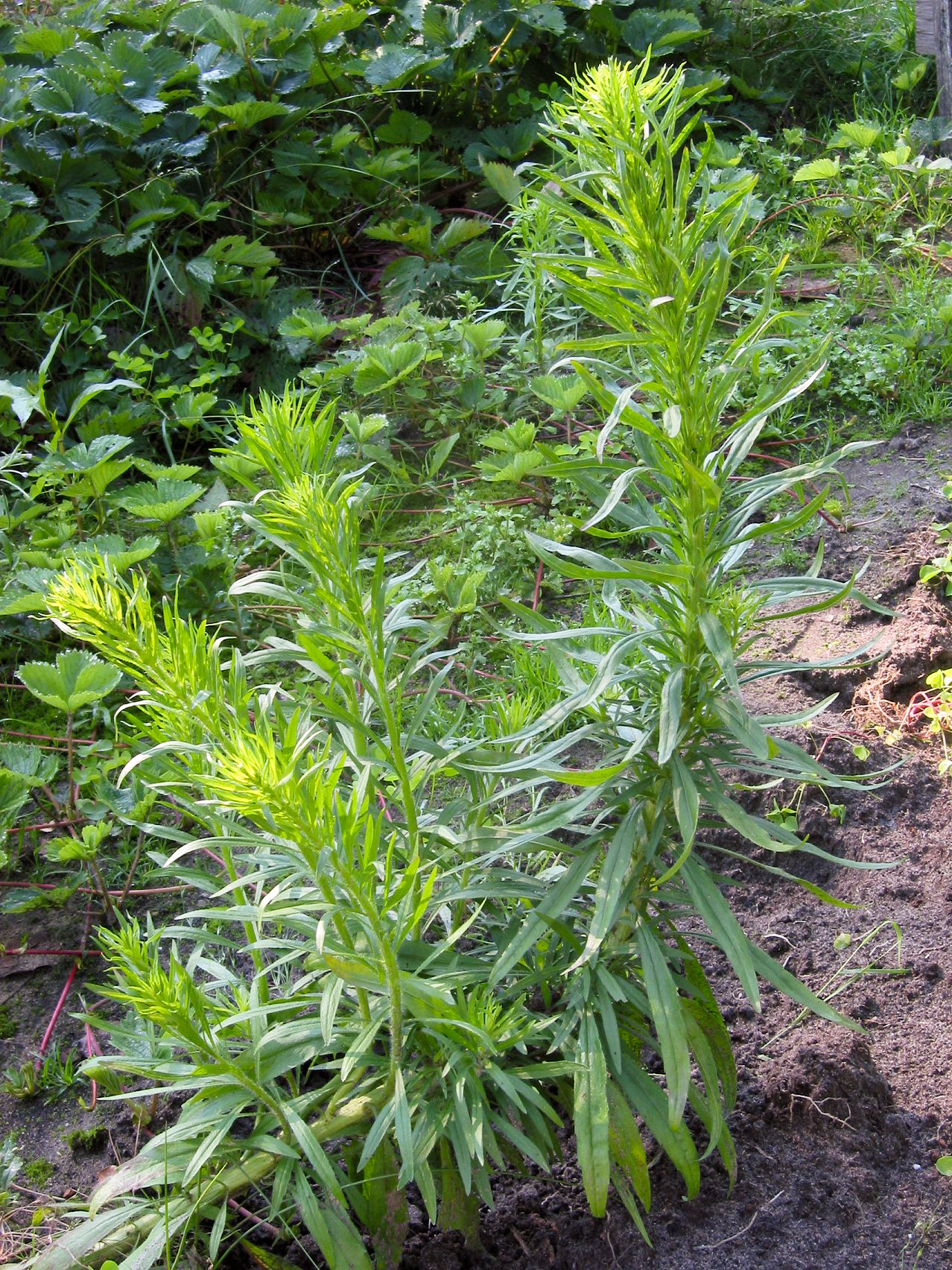

- Conyza canadensis